# Dicranota (Ludicia) metaspectralis
Dicranota (Ludicia) metaspectralis is een tweevleugelige uit de familie Pediciidae. De soort komt voor in het Oriëntaals gebied.